# Bünte & Remmler

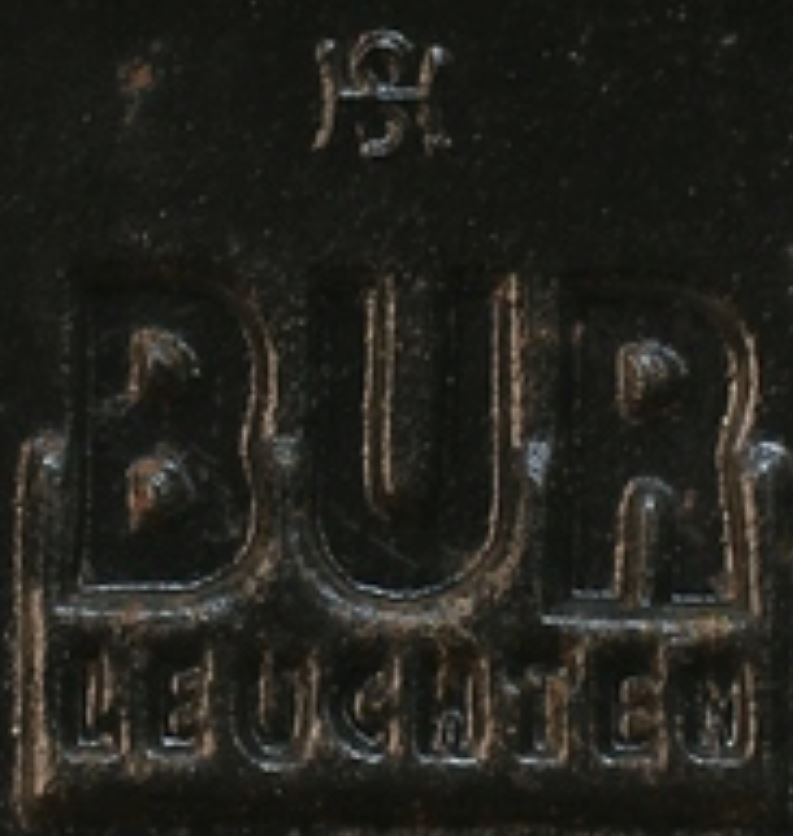
Bünte & Remmler Signatur

Bünte & Remmler (abgekürzt auch BUR) war ein deutscher Leuchtenhersteller.

## Geschichte
Von der Wagner & Co Petroleumlampen-Fabrik mit Sitz in Berlin übernahm der gebürtige Westfale Victor Bünte 1875 deren Frankfurter Niederlassung. Büntes Freund und Teilhaber Franz Remmler kam 1884 aus Sachsen hinzu. Bünte & Remmler begannen 1880 mit Fertigung von Petroleumlampen.
1899 errichten sie auf einem 10.000 Quadratmeter großen Grundstück an der Lahnstraße in Frankfurt-Gallus eine neue Fabrik, wo sie die Herstellung von Gasbeleuchtungskörpern aufnahmen. Bis zum Ersten Weltkrieg wuchs der Betrieb zu einem der wichtigsten Leuchten-Hersteller in Deutschland. In den Kriegsjahren fertigte die Firma Artilleriezünder.
In den 1920er und 1930er Jahren war Bünte & Remmler einer der wenigen Produzenten von in Handarbeit hergestellten Bauhaus-Leuchten, wozu unter anderem auch Produktdesigner wie Wilhelm Wagenfeld, Wolfgang Tümpel, Ferdinand Kramer und Christian Dell ihre Entwürfe beisteuerten. Die Metallkomponenten wurden per Hand geschliffen; in der Schirmnäherei wurden Lampenschirme genäht; das Messing wurde poliert, vernickelt und galvanisch verzinkt. Die Firma unterhielt eine eigene Dreherei, Bohrerei und Fräserei. Zu Hochzeiten arbeiteten bis zu 1600 Menschen für Bünte & Remmler.
In der Zeit des Nationalsozialismus profitierte der Betrieb zunächst von der Kriegsproduktion von Flakzündern auch mit Zwangsarbeitern. Das Werk wurde im Zweiten Weltkrieg teilweise zerstört, konnte allerdings schnell wieder aufgebaut werden. In den 1950er Jahren erweiterte sich die Produktpalette auf Wegweiserleuchten etwa für Kinos, Restaurants oder Cafés.
Die Söhne von Bünte und Remmler hatten ihrerseits keine Söhne und verkauften ihr Unternehmen 1962 an den Kunststofflampenhersteller Hoffmeister und Sohn aus Lüdenscheid, der 1971 die Leuchtenfabrikation in Frankfurt einstellte. Der Fabrikbau blieb als Bürostandort der Commerzbank erhalten.